# Perlbal
Perlbal — балансировщик нагрузки и веб-сервер, написанный на языке Perl. Perlbal поддерживается группой, связанной с Danga Interactive. Программный продукт обычно используется крупными веб-сайтами для того, чтобы распределять нагрузку между множеством серверов.
Также, как и Perl, Perlbal распространяется под двумя лицензиями: GNU General Public License и Artistic License и таким образом является свободным программным обеспечением.
Perlbal также предоставляет механизм «re-proxy», который позволяет серверному веб-приложению отправить обратный запрос к Perlbal, который действует как «внутреннее перенаправление» и позволяет Perlbal получить ответ с другого сервера. Это часто используется для того, чтобы перенаправлять запросы к статическим файлам с серверов приложений к более простым и быстродействующим HTTP-серверам, снимая эту нагрузку с серверов приложений. Зачастую используется вместе с MogileFS.
Поддерживается создание плагинов для поддержки разнообразных операций, которые традиционно выполняются серверами приложений. Как пример можно привести плагин, динамически меняющий палитру PNG и GIF изображений, проходящих через прокси.